# Герб Анадырского района
Герб Ана́дырского муниципального района Чукотского автономного округа Российской Федерации.

## Описание герба
«В лазоревом (синем, голубом) поле на таковой же оконечности, обременённой двумя золотыми сообращёнными рыбами и имеющей составную из червлёных и серебряных треугольников кайму, идущий и обернувшийся серебряный, с золотыми копытами и рогами, северный олень, сопровождаемый вверху слева золотым безантом и поверх него — летящей прямо серебряной чайкой».
Герб Анадырского муниципального района в соответствии с протоколом заседания Геральдического совета при Президенте Российской Федерации от 23-24 марта 2005 г. № 24 пункт 8 может воспроизводиться со статусной короной установленного образца.

## Описание символики герба
Герб языком символов и аллегорий отражает природно-географические, экономические и культурные особенности района.
Анадырский район самый крупный среди районов Чукотского автономного округа. Природа его богата и разнообразна — от холодных горных тундр севера до непроходимых стланиковых зарослей юга района.
Анадырский район играет ведущую роль в оленеводстве и рыбном промысле Чукотки.
Северный олень, изображенный на гербе, играет огромную роль в жизни местного населения: это и транспорт и пища, и теплая одежда. Отношение к оленям здесь особое, они герои многих легенд и преданий, передаваемых из уст в уста, от поколения к поколению. Пояс из серебряных и красных треугольников, являющийся частью народного орнамента, аллегорически символизирует мирную жизнь многонационального района — здесь проживают чукчи, чуванцы, ламуты, юкагиры, эвены, русские.
Реки района богаты рыбой: сиг, хариус, чир, щука, кета водятся в местных реках в изобилии, это в гербе отражено изображением двух золотых рыб.
Летящая на фоне солнца чайка аллегорически символизирует район как воздушные ворота Чукотки. Здесь расположен аэропорт и международный аэровокзальный комплекс.
Использование в гербе золота и серебра символизирует промышленную добычу этих металлов в районе. Здесь также выявлено и разведано одно из крупнейших в мире месторождений ртути — Тамватнейское.
Золото — символ богатства, стабильности, энергии, уважения и интеллекта.
Серебро — символ чистоты, совершенства, мира и взаимопонимания, а также бескрайних северных просторов.
Синий цвет — символ чести, благородства, духовности, чистого неба и синего моря.
Красный цвет — символ труда, мужества, силы, красоты и праздника.
Герб Анадырского района разработан при содействии Союза геральдистов России.
Авторы герба: Константин Мочёнов (Химки) — идея герба; Оксана Фефелова (Балашиха) — художник и компьютерный дизайн; Кирилл Переходенко (Конаково) — обоснование символики.
Герб утверждён решением № 158 Совета депутатов Анадырского муниципального района от 13 февраля 2008 года.
Герб внесён в Государственный геральдический регистр Российской Федерации под № 3968.